# Katharina Dröge

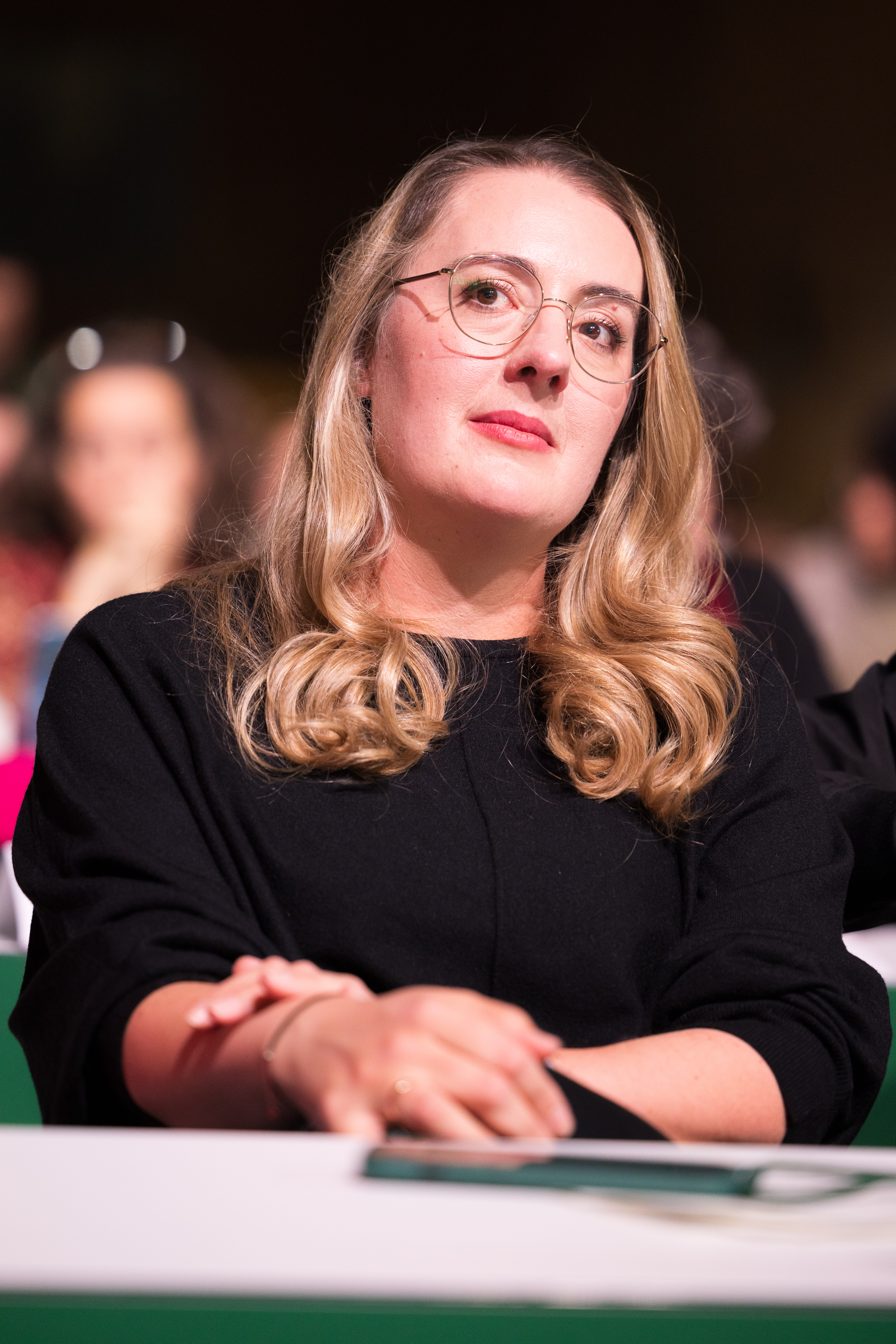
Katharina Dröge, 2024

Katharina Dröge (* 16. September 1984 in Münster) ist eine deutsche Politikerin (Bündnis 90/Die Grünen). Sie ist seit 2013 Abgeordnete im Deutschen Bundestag und seit Dezember 2021 gemeinsam mit Britta Haßelmann Vorsitzende der Bundestagsfraktion Bündnis 90/Die Grünen.

## Leben
Katharina Dröge wuchs in Ladbergen auf und legte 2004 das Abitur am Graf-Adolf-Gymnasium Tecklenburg ab. Anschließend begann sie mit einem Stipendium der Studienstiftung des deutschen Volkes an der Universität zu Köln ein Studium der Volkswirtschaftslehre, das sie 2010 mit dem Diplom abschloss. Bis zu ihrem Einzug in den Bundestag 2013 arbeitete sie als Referentin im Umweltministerium von Nordrhein-Westfalen.
Katharina Dröge ist evangelisch-lutherischer Konfession und lebt in Köln. Sie ist verheiratet und hat zwei Kinder.

## Politischer Werdegang
Dröge ist seit 2000 Mitglied der Grünen; zuvor war sie bereits bei der Grünen Jugend aktiv. Von 2002 bis 2006 war sie Landesvorsitzende der Grünen Jugend Nordrhein-Westfalen. Von 2009 bis 2014 war sie Vorsitzende des Kreisverbandes der Grünen in Köln. Sie kandidierte bei der Bundestagswahl 2013 im Wahlkreis Köln III und zog über die Landesliste Nordrhein-Westfalen in den 18. Deutschen Bundestag ein. Dröge war in dieser Legislaturperiode Sprecherin für Wettbewerbspolitik der Bundestagsfraktion Bündnis 90/Die Grünen und Obfrau im Ausschuss für Wirtschaft und Energie.
Bei den Verhandlungen zum Transatlantischen Freihandelsabkommen (TTIP) forderte sie, die Klausel zu Investitionsschutzabkommen aus dem Vertragsentwurf zu streichen.
Ab Januar 2018 war sie im 19. Deutschen Bundestag eine von vier Parlamentarischen Geschäftsführerinnen der Grünen-Fraktion und gehörte dem Fraktionsvorstand an. Sie war weiterhin Sprecherin der Grünen im Bundestag für Wettbewerbs- und Handelspolitik und ab Oktober 2019 Sprecherin für Wirtschaftspolitik. Sie war außerdem als ordentliches Mitglied im Ausschuss für Wirtschaft und Energie vertreten. Außerdem gehörte Dröge als stellvertretendes Mitglied dem Finanzausschuss an. Dröge gehörte der Mitgliederversammlung der Heinrich-Böll-Stiftung an.
Bei der Bundestagswahl 2021 zog sie erneut über die Landesliste in den Bundestag ein. Am 7. Dezember 2021 wurde sie zu einer von zwei Vorsitzenden ihrer Bundestagsfraktion gewählt. 
Bei der Bundestagswahl 2025 zog sie über ein Direktmandat im Bundestagswahlkreis Köln III in den Bundestag ein. 
Katharina Dröge gehört dem linken Flügel der Partei an.